# Португальские письма
«Португальские письма» (фр. Les Lettres portugaises) — эпистолярный роман французского писателя Габриэля-Жозефа Гиейрага, опубликованный в 1669 году.

## Сюжет
Роман представляет собой цикл из пяти писем португальской монахини Марианы покинувшему её возлюбленному. Он не отвечает, и в последнем письме Мариана прощается с ним и говорит, что отсылает ему полученные прежде подарки.

## Проблема авторства
«Португальские письма» были впервые опубликованы в январе 1669 года крупнейшим парижским издателем Клодом Барбеном. Они имели огромный успех. Автор не был указан, то есть предполагалось, что это подлинные письма португальской монахини. В том же году Габриэль Гере предположил, что «Письма» — «ловкая махинация находчивого издателя», хотя при этом отметил, что проблема подлинности несущественна по сравнению с литературными достоинствами книги.
В кёльнском переиздании того же года сообщалось, что письма адресованы «шевалье де Шамильи», то есть французскому военному Ноэлю Бутону, графу де Сен-Леже, маркизу де Шамильи (1636—1715), а с португальского на французский их перевёл Габриэль де Лавернь де Гийераг, известный дипломат, литератор и завсегдатай парижских салонов. Шамильи ничего не отрицал, и эта версия происхождения «Писем» стала общепринятой. В 1810 году эллинист Жан-Франсуа Буассонад назвал имя монахини — Мариана Алькафорада. В дальнейшем другие исследователи убедились в историчности этого персонажа и уточнили ряд деталей её биографии.
К началу XX века наряду с основной версией происхождения «Писем» существовали ещё три. Одни литературоведы предполагали, что письма подлинны, но были написаны на французском языке (возможно, Марианой к Шамильи, а возможно, другой женщиной для другого мужчины), другие — что это художественное произведение, созданное неизвестным французом на основе реальной истории Марианы и Шамильи. Наконец, существовала версия, высказанная ещё Руссо, но не нашедшая поддержки, о том, что «Португальские письма» — чистый вымысел французского литератора.
Ф. К. Грин в 1926 году нашёл полный текст королевской привилегии, выданной в 1669 году Клоду Барбену на издание «Писем». В документе они названы «книгой Гийерага». Отсюда, а также из ряда несоответствий между текстом «Писем» и биографиями Шамильи и Марианы Алькафорады Грин сделал вывод, что Гийераг — не переводчик, а автор, причём сюжет «Писем» полностью выдуман. Позже эту гипотезу подтвердили Ф. Делоффр и Ж. Ружо, которые рассмотрели содержание и стиль «Писем» в контексте биографии Гийерага.

## В культуре
В 1977 году Хесус Франко на основе «Португальских писем» снял художественный фильм «Любовные письма португальской монахини».